# Kostiumograf
Kostiumograf – osoba zajmująca się opracowywaniem koncepcji plastycznej kostiumów, fryzur oraz rekwizytów dla aktorów występujących w kinie lub teatrze. Praca kostiumografa zasadniczo różni się od pracy projektanta mody, jego uwaga skupia się przede wszystkim na stworzeniu ubioru na potrzeby filmu bądź spektaklu, na podstawie realiów w nim przedstawianych oraz koncepcji reżysera. Kostiumografowie zwykle pracują w grupach, aby skończyć pracę w wyznaczonym terminie.